# Jora Wielka
Jora Wielka [pronunciación en polaco: /ˈjɔra ˈvjɛlka/] es un pueblo en el distrito administrativo de Gmina Mikołajki, dentro del condado de Mrągowo, voivodato de Varmia y Masuria, en el norte de Polonia.  Se encuentra aproximadamente 10 kilómetros al noroeste de Mikołajki, 13 kilómetros al este de Mrągowo y 67 kilómetros al este de la capital regional Olsztyn.